# 빗방울 전주곡
빗방울 전주곡(Raindrop Prelude)은 한국에서 제작된 최헌규 감독의 2003년 영화이다. 손진호 등이 주연으로 출연하였고 이지현 등이 제작에 참여하였다.

## 출연

### 주연
- 손진호
- 박원상
- 동효희

## 제작진
- 촬영부: 이형빈
- 조명: 임재수
- 조연출: 서왕지
- 연출부: 김의석
- 조감독: 허수희
- 붐어시스턴트: 안성학
- 동시녹음B팀: 최화진
- 동시녹음B팀: 황우현
- 미술: 최헌규